# Allocareproctus jordani
Allocareproctus jordani és una espècie de peix pertanyent a la família dels lipàrids.

## Descripció
- Fa 34 cm de llargària màxima (normalment, en fa 20) i 730 g de pes.
- Peritoneu negre.
- Cos de color vermell.[6][7]

## Hàbitat
És un peix marí i batidemersal que viu entre 75 i 631 m de fondària (normalment, entre 300 i 500).

## Distribució geogràfica
Es troba al Pacífic nord-occidental: badia de Sagami (Honshu, el Japó), les illes Kurils i l'est del mar d'Okhotsk.

## Longevitat
La seua esperança de vida és de 8 anys.

## Observacions
És inofensiu per als humans.